# Élections cantonales de 1907 en Ille-et-Vilaine
Les élections cantonales françaises de 1907 ont eu lieu les 28 juillet et 4 août 1907.

## Assemblée départementale sortante
| Parti                        | Sigle   | Élus |
| ---------------------------- | ------- | ---- |
| Droite (22 sièges)           |         |      |
| Conservateur                 | Monar.  | 18   |
| Progressiste                 | Prog.D  | 3    |
| Républicain libéral          | Rép.lib | 1    |
| Gauche (21 sièges)           |         |      |
| Républicain de Gauche        | Rép.G   | 14   |
| Progressiste                 | Prog.G  | 4    |
| Radical                      | Rad.    | 3    |
| Président du conseil général |         |      |
| René Brice (Progressiste)    |         |      |

## Assemblée départementale élue
| Parti                        | Sigle   | Élus  |
| ---------------------------- | ------- | ----- |
| Gauche (23 sièges)           |         |       |
| Républicain de Gauche        | Rép.G   | 15 ↑1 |
| Radical                      | Rad.    | 5 ↑2  |
| Progressiste                 | Prog.G  | 3 ↓1  |
| Droite (20 sièges)           |         |       |
| Conservateur                 | Monar.  | 16 ↓2 |
| Progressiste                 | Prog.D  | 3     |
| Républicain libéral          | Rép.lib | 1     |
| Président du conseil général |         |       |
| René Brice (Progressiste)    |         |       |

## Résultats pour le conseil général

### Arrondissement de Rennes

#### Canton de Rennes-Nord-Est
|          | Louis Deschamps                    | Radical      | 2 072 | 51.15 |  |  |
|          | Eugène Brager de La Ville-Moysan * | Conservateur | 1 946 | 48.04 |  |  |
|          |                                    |              |       |       |  |  |
| Inscrits | Inscrits                           | Inscrits     | 6 193 |       |  |  |
| Votants  | Votants                            | Votants      | 4 098 | 66.17 |  |  |
| Exprimés | Exprimés                           | Exprimés     | 4 051 | 98.85 |  |  |

*sortant

#### Canton de Rennes-Sud-Est
|          | René Le Hérissé * | Républicain de gauche (ex Radical) | 2 179 | 84.75 |  |  |
|          |                   |                                    |       |       |  |  |
| Inscrits | Inscrits          | Inscrits                           | 6 022 |       |  |  |
| Votants  | Votants           | Votants                            | 2 571 | 42.69 |  |  |
| Exprimés | Exprimés          | Exprimés                           | 2 348 | 91.33 |  |  |

*sortant

#### Canton de Chateaugiron
|          | Pierre Barbot * | Progressiste. G | 1 452 | 73.63 |  |  |
|          | Pierre Marchand |                 | 489   | 24.80 |  |  |
|          |                 |                 |       |       |  |  |
| Inscrits | Inscrits        | Inscrits        | 2 346 |       |  |  |
| Votants  | Votants         | Votants         | 1 974 | 84.14 |  |  |
| Exprimés | Exprimés        | Exprimés        | 1 972 | 99.90 |  |  |

*sortant

#### Canton de Janzé
| Candidats | Candidats            | Étiquette             | Premier tour | Premier tour | Ballotage | Ballotage |
| Candidats | Candidats            | Étiquette             | Voix         | %            | Voix      | %         |
| --------- | -------------------- | --------------------- | ------------ | ------------ | --------- | --------- |
|           | André de Villoutreys | Action libérale       | 1 061        | 37.11        | 1 045     | 36.77     |
|           | Paul Carron *        | Conservateur          | 916          | 32.04        | 887       | 31.21     |
|           | Aristide Bréal       | Républicain de gauche | 880          | 30.78        | 903       | 31.77     |
|           |                      |                       |              |              |           |           |
| Inscrits  | Inscrits             | Inscrits              | 3 254        |              | 3 253     |           |
| Votants   | Votants              | Votants               | 2 876        | 88.38        | 2 846     | 87.49     |
| Exprimés  | Exprimés             | Exprimés              | 2 859        | 99.41        | 2 842     | 99.86     |

*sortant

#### Canton de Mordelles
|          | Paul de Farcy * | Conservateur | 1 250 | 95.20 |  |  |
|          |                 |              |       |       |  |  |
| Inscrits | Inscrits        | Inscrits     | 1 839 |       |  |  |
| Votants  | Votants         | Votants      | 1 313 | 71.40 |  |  |
| Exprimés | Exprimés        | Exprimés     | 1 250 | 95.20 |  |  |

*sortant

### Arrondissement de Saint-Malo

#### Canton de Saint-Malo
|          | Charles Jouanjan * | Républicain de gauche (ex Radical) | 1 922 | 84.63 |  |  |
|          |                    |                                    |       |       |  |  |
| Inscrits | Inscrits           | Inscrits                           | 4 134 |       |  |  |
| Votants  | Votants            | Votants                            | 2 271 | 54.94 |  |  |
| Exprimés | Exprimés           | Exprimés                           | 2 083 | 91.72 |  |  |

*sortant

#### Canton de Châteauneuf-d'Ille-et-Vilaine
|          | Pierre Lainé * | Républicain de gauche | 1 652 | 89.64 |  |  |
|          |                |                       |       |       |  |  |
| Inscrits | Inscrits       | Inscrits              | 3 117 |       |  |  |
| Votants  | Votants        | Votants               | 1 843 | 59.13 |  |  |
| Exprimés | Exprimés       | Exprimés              | 1 701 | 92.30 |  |  |

*sortant

#### Canton de Dinard
|          | Louis Lhôtellier (fils) *  | Radical         | 1 655 | 73.62 |  |  |
|          | Georges Simon de Kermenguy | Action libérale | 575   | 25.58 |  |  |
|          |                            |                 |       |       |  |  |
| Inscrits | Inscrits                   | Inscrits        | 3 934 |       |  |  |
| Votants  | Votants                    | Votants         | 2 292 | 58.26 |  |  |
| Exprimés | Exprimés                   | Exprimés        | 2 248 | 98.08 |  |  |

*sortant

#### Canton de Dol-de-Bretagne
|          | Pierre Flaux * | Républicain de gauche | 2 601 | 93.09 |  |  |
|          |                |                       |       |       |  |  |
| Inscrits | Inscrits       | Inscrits              | 4 327 |       |  |  |
| Votants  | Votants        | Votants               | 2 794 | 64.57 |  |  |
| Exprimés | Exprimés       | Exprimés              | 2 748 | 98.35 |  |  |

*sortant

#### Canton de Tinténiac
Henri Joubert (Républicain de gauche) élu depuis 1901 est mort en début d'année 1907.
|          | Joseph Durand    | Républicain de gauche (*) | 1 456 | 59.16 |  |  |
|          | Alexandre Robiou | Progressiste              | 982   | 39.90 |  |  |
|          |                  |                           |       |       |  |  |
| Inscrits | Inscrits         | Inscrits                  | 3 014 |       |  |  |
| Votants  | Votants          | Votants                   | 2 476 | 82.15 |  |  |
| Exprimés | Exprimés         | Exprimés                  | 2 461 | 99.40 |  |  |

*sortant

### Arrondissement de Fougères

#### Canton de Fougères-Nord
|          | Georges Le Pannetier de Roissay * | Conservateur | 3 007 | 68.54 |  |  |
|          | Étienne Gourdin                   | SFIO         | 1 267 | 28.90 |  |  |
|          |                                   |              |       |       |  |  |
| Inscrits | Inscrits                          | Inscrits     | 6 084 |       |  |  |
| Votants  | Votants                           | Votants      | 4 472 | 73.50 |  |  |
| Exprimés | Exprimés                          | Exprimés     | 4 384 | 98.03 |  |  |

*sortant

#### Canton d'Antrain
Gaston Martin-Métairie (Progressiste) élu depuis 1895 est mort en début d'année 1907.
|          | Émile Ferron    | Radical      | 1 844 | 51.91 |  |  |
|          | Marie Delafosse | Conservateur | 1 703 | 47.95 |  |  |
|          |                 |              |       |       |  |  |
| Inscrits | Inscrits        | Inscrits     | 4 243 |       |  |  |
| Votants  | Votants         | Votants      | 3 582 | 84.42 |  |  |
| Exprimés | Exprimés        | Exprimés     | 3 552 | 99.16 |  |  |

*sortant

#### Canton de Saint-Aubin-du-Cormier
|          | Jean-Baptiste Divel * | Républicain de gauche | 1 672 | 87.13 |  |  |
|          |                       |                       |       |       |  |  |
| Inscrits | Inscrits              | Inscrits              | 2 741 |       |  |  |
| Votants  | Votants               | Votants               | 1 919 | 70.01 |  |  |
| Exprimés | Exprimés              | Exprimés              | 1 722 | 89.73 |  |  |

*sortant

### Arrondissement de Vitré

#### Canton de Vitré-Est
|          | Ivan Hay des Nétumières * | Conservateur | 2 286 | 90.50 |  |  |
|          |                           |              |       |       |  |  |
| Inscrits | Inscrits                  | Inscrits     | 3 683 |       |  |  |
| Votants  | Votants                   | Votants      | 2 526 | 68.59 |  |  |
| Exprimés | Exprimés                  | Exprimés     | 2 357 | 93.31 |  |  |

*sortant

#### Canton d'Argentré-du-Plessis
Henri de Sallier-Dupin (Conservateur) élu depuis 1871 démissionne en 1902.
Paul de Legge de Kerléan (Conservateur) est élu lors de la partielle qui suit.
|          | Paul de Legge de Kerléan * | Conservateur | 2 495 | 96.74 |  |  |
|          |                            |              |       |       |  |  |
| Inscrits | Inscrits                   | Inscrits     | 3 222 |       |  |  |
| Votants  | Votants                    | Votants      | 2 579 | 80.04 |  |  |
| Exprimés | Exprimés                   | Exprimés     | 2 505 | 97.13 |  |  |

*sortant

#### Canton de La Guerche-de-Bretagne
|          | Fernand Després * | Conservateur | 2 407 | 95.21 |  |  |
|          |                   |              |       |       |  |  |
| Inscrits | Inscrits          | Inscrits     | 3 825 |       |  |  |
| Votants  | Votants           | Votants      | 2 766 | 72.31 |  |  |
| Exprimés | Exprimés          | Exprimés     | 2 528 | 91.40 |  |  |

*sortant

### Arrondissement de Redon

#### Canton de Redon
|          | Maurice de Poulpiquet du Halgouët * | Conservateur | 2 418 | 77.95 |  |  |
|          |                                     |              |       |       |  |  |
| Inscrits | Inscrits                            | Inscrits     | 4 993 |       |  |  |
| Votants  | Votants                             | Votants      | 3 102 | 62.13 |  |  |
| Exprimés | Exprimés                            | Exprimés     | 2 440 | 78.66 |  |  |

*sortant

#### Canton de Guichen
Léon Porteu (Républicain de gauche) élu depuis 1901 démissionne en début d'année 1907.
|          | Georges Leroux      | Républicain de gauche (*) | 1 758 | 54.08 |  |  |
|          | Raoul Plaine-Lépine | Action libérale           | 1 480 | 45.52 |  |  |
|          |                     |                           |       |       |  |  |
| Inscrits | Inscrits            | Inscrits                  | 4 149 |       |  |  |
| Votants  | Votants             | Votants                   | 3 260 | 78.57 |  |  |
| Exprimés | Exprimés            | Exprimés                  | 3 251 | 99.72 |  |  |

*sortant

#### Canton de Maure-de-Bretagne
|          | François Barbotin * | Conservateur | 1 675 | 90.01 |  |  |
|          |                     |              |       |       |  |  |
| Inscrits | Inscrits            | Inscrits     | 2 915 |       |  |  |
| Votants  | Votants             | Votants      | 1 861 | 63.84 |  |  |
| Exprimés | Exprimés            | Exprimés     | 1 710 | 91.89 |  |  |

*sortant

### Arrondissement de Montfort

#### Canton de Montfort-sur-Meu
Ernest Juguet (Conservateur) élu depuis 1883 est mort en 1903.
Étienne Pinault (Action libérale) est élu lors de la partielle qui suit.
|          | Émile Beauchef    | Républicain de gauche | 2 013 | 60.60 |  |  |
|          | Étienne Pinault * | Action libérale       | 1 304 | 39.25 |  |  |
|          |                   |                       |       |       |  |  |
| Inscrits | Inscrits          | Inscrits              | 4 058 |       |  |  |
| Votants  | Votants           | Votants               | 3 359 | 82.78 |  |  |
| Exprimés | Exprimés          | Exprimés              | 3 322 | 98.90 |  |  |

*sortant

#### Canton de Montauban-de-Bretagne
|          | Charles de Bothorel * | Conservateur | 1 731 | 87.42 |  |  |
|          |                       |              |       |       |  |  |
| Inscrits | Inscrits              | Inscrits     | 2 555 |       |  |  |
| Votants  | Votants               | Votants      | 1 980 | 77.50 |  |  |
| Exprimés | Exprimés              | Exprimés     | 1 807 | 91.26 |  |  |

*sortant

#### Canton de Saint-Méen-le-Grand
|          | Léonard Drouet de Montgermont (fils) * | Conservateur | 2 007 | 82.46 |  |  |
|          | Mr Caradec                             |              | 69    | 3.26  |  |  |
|          |                                        |              |       |       |  |  |
| Inscrits | Inscrits                               | Inscrits     | 3 349 |       |  |  |
| Votants  | Votants                                | Votants      | 2 434 | 72.68 |  |  |
| Exprimés | Exprimés                               | Exprimés     | 2 114 | 86.85 |  |  |

*sortant

## Résultats pour les conseils d'arrondissements

### Arrondissement de Rennes

#### Canton de Rennes-Nord-Ouest
- Conseiller sortant : Jean Pinault (Action libérale) élu depuis 1901.

|          | Charles Laurent | Radical         | 1 692 | 50,80 |  |  |  |
|          | Jean Pinault *  | Action libérale | 1 556 | 46,71 |  |  |  |
|          |                 |                 |       |       |  |  |  |
| Inscrits | Inscrits        | Inscrits        | 5 698 |       |  |  |  |
| Votants  | Votants         | Votants         | 3 367 | 59,09 |  |  |  |
| Exprimés | Exprimés        | Exprimés        | 3 331 | 98,93 |  |  |  |

*sortant

#### Canton de Rennes-Sud-Ouest
- Conseiller sortant : Léonce Bousquet (Républicain de gauche), élu depuis 1900.

|          | Léonce Bousquet * | Républicain de gauche | 2 298 | 89,38 |  |  |  |
|          |                   |                       |       |       |  |  |  |
| Inscrits | Inscrits          | Inscrits              | 5 419 |       |  |  |  |
| Votants  | Votants           | Votants               | 2 571 | 47,44 |  |  |  |
| Exprimés | Exprimés          | Exprimés              | 2 475 | 96,27 |  |  |  |

*sortant

#### Canton de Hédé
- Conseiller sortant : François Michel (Républicain de gauche), élu depuis 1880.

|          | François Michel * | Républicain de gauche | 2 098 | 95,97 |  |  |  |
|          |                   |                       |       |       |  |  |  |
| Inscrits | Inscrits          | Inscrits              | 2 927 |       |  |  |  |
| Votants  | Votants           | Votants               | 2 186 | 74,68 |  |  |  |
| Exprimés | Exprimés          | Exprimés              | 2 115 | 96,75 |  |  |  |

*sortant

#### Canton de Liffré
- Conseiller sortant : Jean-Marie Pavy (Républicain de gauche), élu depuis 1901.

- Jean-Marie Chevrel (Opportuniste) élu depuis 1895 est décédé le 23 octobre 1901. Lors de la partielle qui est organisée le 22 décembre Jean-Marie Pavy (Opportuniste) est élu.

|          | Jean-Marie Pavy * | Républicain de gauche | 1 963 | 94,60 |  |  |  |
|          |                   |                       |       |       |  |  |  |
| Inscrits | Inscrits          | Inscrits              | 2 807 |       |  |  |  |
| Votants  | Votants           | Votants               | 2 075 | 73,92 |  |  |  |
| Exprimés | Exprimés          | Exprimés              | 1 997 | 96,24 |  |  |  |

*sortant

#### Canton de Saint-Aubin-d'Aubigné
- Conseiller sortant : Pierre Doussin (Républicain de gauche), élu depuis 1889 qui ne se représente pas.

|          | Paul Picard        | Républicain de gauche | 2 497 | 72,17 |  |  |  |
|          | Joseph Charpentier | Action libérale       | 950   | 27,46 |  |  |  |
|          |                    |                       |       |       |  |  |  |
| Inscrits | Inscrits           | Inscrits              | 4 401 |       |  |  |  |
| Votants  | Votants            | Votants               | 3 495 | 79,41 |  |  |  |
| Exprimés | Exprimés           | Exprimés              | 3 460 | 99,00 |  |  |  |

*sortant

### Arrondissement de Saint-Malo

#### Canton de Cancale
- Conseiller sortant : Eugène Laîné (Républicain de gauche), élu depuis 1901.

|          | Eugène Laîné  | Républicain de gauche | 1 953 | 67,39 |  |  |  |
|          | Joseph Esnoul | Action libérale       | 944   | 32,57 |  |  |  |
|          |               |                       |       |       |  |  |  |
| Inscrits | Inscrits      | Inscrits              | 4 923 |       |  |  |  |
| Votants  | Votants       | Votants               | 2 913 | 59,17 |  |  |  |
| Exprimés | Exprimés      | Exprimés              | 2 898 | 99,49 |  |  |  |

*sortant

#### Canton de Combourg
- Conseiller sortant : Élie Gérard (Républicain de gauche), élu depuis 1900.

|           | Élie Gérard * | Républicain de gauche | 2 832 | 96,16 |  |  |  |
|           |               |                       |       |       |  |  |  |
| Inscrits  | Inscrits      | Inscrits              | 4 534 |       |  |  |  |
| Votants   | Votants       | Votants               | 2 945 | 64,95 |  |  |  |
| Exprimés  | Exprimés      | Exprimés              | 2 861 | 97,15 |  |  |  |
| * Sortant |               |                       |       |       |  |  |  |

#### Canton de Pleine-Fougères
- Conseiller sortant : Hugues de Courcelles (Progressiste), élu depuis 1899 ne se représente pas.

|          | Louis Guyon | Républicain de gauche | 2 178 | 94,00 |  |  |  |
|          |             |                       |       |       |  |  |  |
| Inscrits | Inscrits    | Inscrits              | 4 132 |       |  |  |  |
| Votants  | Votants     | Votants               | 2 317 | 56,08 |  |  |  |
| Exprimés | Exprimés    | Exprimés              | 2 264 | 97,71 |  |  |  |

*sortant

#### Canton de Saint-Servan
- Conseiller sortant : Théodule Lesage (Action libérale), élu depuis 1901.

|          | Théodule Lesage * | Action libérale | 1 687 | 90,36 |  |  |  |
|          |                   |                 |       |       |  |  |  |
| Inscrits | Inscrits          | Inscrits        | 3 516 |       |  |  |  |
| Votants  | Votants           | Votants         | 1 867 | 53,10 |  |  |  |
| Exprimés | Exprimés          | Exprimés        | 1 690 | 90,52 |  |  |  |

*sortant

### Arrondissement de Fougères
- Il doit y avoir au moins neuf conseillers par arrondissement, celui de Fougères ne comptant que six cantons, trois sièges sont ajoutés aux cantons les plus peuplés.

#### Canton de Fougères-Sud
- Conseiller sortant : Louis Durand (Conservateur) élu depuis 1889 et René de La Guerrande (Conservateur) élu depuis 1895.

|          | René de La Guerrande * | Conservateur | 2 348 | 75,64 |  |  |  |
|          | Louis Durand *         | Conservateur | 2 277 | 73,36 |  |  |  |
|          |                        |              |       |       |  |  |  |
|          | Ange Couanault         | SFIO         | 567   | 18,27 |  |  |  |
|          |                        |              |       |       |  |  |  |
| Inscrits | Inscrits               | Inscrits     | 4 403 |       |  |  |  |
| Votants  | Votants                | Votants      | 3 134 | 71,18 |  |  |  |
| Exprimés | Exprimés               | Exprimés     | 3 104 | 99,04 |  |  |  |

*sortant

#### Canton de Louvigné-du-Désert
- Conseiller sortant : Louis Coyer (Progressiste), élu depuis 1904.

- Frédéric Duhamel (Progressiste) élu depuis 1895 est décédé le 13 janvier 1904. Lors de la partielle du 6 mars Louis Coyer (Progressiste) est élu.

|          | Louis Coyer * | Progressiste | 2 388 | 95,10 |  |  |  |
|          |               |              |       |       |  |  |  |
| Inscrits | Inscrits      | Inscrits     | 3 305 |       |  |  |  |
| Votants  | Votants       | Votants      | 2 511 | 75,98 |  |  |  |
| Exprimés | Exprimés      | Exprimés     | 2 440 | 97,17 |  |  |  |

*sortant

#### Canton de Saint-Brice-en-Coglès
- Conseiller sortant : Victor Roussin (Progressiste), élu depuis 1883.

|          | Victor Roussin * | Progressiste | 2 249 | 79,53 |  |  |  |
|          | Jean-Marie Boué  |              | 72    | 2,66  |  |  |  |
|          |                  |              |       |       |  |  |  |
| Inscrits | Inscrits         | Inscrits     | 3 931 |       |  |  |  |
| Votants  | Votants          | Votants      | 2 828 | 71,94 |  |  |  |
| Exprimés | Exprimés         | Exprimés     | 2 704 | 95,62 |  |  |  |

*sortant

### Arrondissement de Vitré
- Il doit y avoir au moins neuf conseillers par arrondissement, celui de Vitré ne comptant que six cantons, trois sièges sont ajoutés aux cantons les plus peuplés.

#### Canton de Vitré-Ouest
- Conseiller sortant : Antoine de Villanfray (Conservateur), élu depuis 1904.

- Jacques Le Cardinal de Kernier (Conservateur), élu depuis 1897 est élu sénateuren fin d'année 1903. Lors de la partielle pour le remplacer du 10 janvier 1904 Antoine de Villanfray (Conservateur) est élu.

|          | Antoine de Villanfray * | Conservateur | 1 997 | 88,56 |  |  |  |
|          |                         |              |       |       |  |  |  |
| Inscrits | Inscrits                | Inscrits     | 3 327 |       |  |  |  |
| Votants  | Votants                 | Votants      | 2 255 | 67,78 |  |  |  |
| Exprimés | Exprimés                | Exprimés     | 2 067 | 91,66 |  |  |  |

*sortant

#### Canton de Châteaubourg
- Conseiller sortant : François Coudray (Conservateur), élu depuis 1895.

|          | François Coudray * | Action libérale | 1 140 | 78,51 |  |  |  |
|          |                    |                 |       |       |  |  |  |
| Inscrits | Inscrits           | Inscrits        | 1 847 |       |  |  |  |
| Votants  | Votants            | Votants         | 1 452 | 78,61 |  |  |  |
| Exprimés | Exprimés           | Exprimés        | 1 237 | 85,19 |  |  |  |

*sortant

#### Canton de Retiers
- Conseillers sortants : Lucien Harel (Républicain de gauche) et Valentin Coudron (Républicain de gauche), élus depuis 1901.

|          | Lucien Harel *     | Républicain de gauche | 2 547 | 89,12 |  |  |  |
|          | Valentin Coudron * | Républicain de gauche | 2 535 | 88,70 |  |  |  |
|          |                    |                       |       |       |  |  |  |
| Inscrits | Inscrits           | Inscrits              | 4 262 |       |  |  |  |
| Votants  | Votants            | Votants               | 2 858 | 67,06 |  |  |  |
| Exprimés | Exprimés           | Exprimés              | 2 711 | 94,86 |  |  |  |

*sortant

### Arrondissement de Redon
- Il doit y avoir au moins neuf conseillers par arrondissement, celui de Redon ne comptant que sept cantons, deux sièges sont ajoutés à chacun des cantons les plus peuplés.

#### Canton de Bain-de-Bretagne
- Conseillers sortants : Victor Troudier (Action libérale), élu depuis 1895 et Francis Paitel (Républicain de gauche), élu depuis 1901.

|          | Francis Paitel *  | Républicain de gauche | 1 914 | 51,34  |  |  |  |
|          | Jules Jouin       | Républicain de gauche | 1 894 | 50,81  |  |  |  |
|          |                   |                       |       |        |  |  |  |
|          | Victor Troudier * | Action libérale       | 1 875 | 47,88  |  |  |  |
|          | Victor Guyot      | Action libérale       | 1 746 | 46,84  |  |  |  |
|          |                   |                       |       |        |  |  |  |
| Inscrits | Inscrits          | Inscrits              | 5 025 |        |  |  |  |
| Votants  | Votants           | Votants               | 3 728 | 74,19  |  |  |  |
| Exprimés | Exprimés          | Exprimés              | 3 728 | 100,00 |  |  |  |

*sortant

#### Canton de Grand-Fougeray
- Conseiller sortant : Édouard Moisan (Conservateur), élu depuis 1895.

|          | Édouard Moisan * | Conservateur | 1 191 | 89,48 |  |  |  |
|          |                  |              |       |       |  |  |  |
| Inscrits | Inscrits         | Inscrits     | 2 293 |       |  |  |  |
| Votants  | Votants          | Votants      | 1 331 | 58,05 |  |  |  |
| Exprimés | Exprimés         | Exprimés     | 1 256 | 94,37 |  |  |  |

*sortant

#### Canton de Pipriac
- Conseiller sortant : Lionel du Bouéxic de la Driennays (Conservateur), élu depuis 1901.

|          | Lionel du Bouéxic de la Driennays * | Conservateur | 2 934 | 93,17 |  |  |  |
|          |                                     |              |       |       |  |  |  |
| Inscrits | Inscrits                            | Inscrits     | 4 725 |       |  |  |  |
| Votants  | Votants                             | Votants      | 3 149 | 66,65 |  |  |  |
| Exprimés | Exprimés                            | Exprimés     | 2 934 | 93,17 |  |  |  |

*sortant

#### Canton du Sel-de-Bretagne
- Conseiller sortant : Joseph Martin (Républicain de gauche), élu depuis 1889.

|          | Joseph Martin * | Républicain de gauche | 1 038 | 86,14  |  |  |  |
|          |                 |                       |       |        |  |  |  |
| Inscrits | Inscrits        | Inscrits              | 1 798 |        |  |  |  |
| Votants  | Votants         | Votants               | 1 205 | 67,02  |  |  |  |
| Exprimés | Exprimés        | Exprimés              | 1 205 | 100,00 |  |  |  |

*sortant

### Arrondissement de Montfort
- Il doit y avoir au moins neuf conseillers par arrondissement, celui de Montfort ne comptant que cinq cantons, quatre sièges sont ajoutés aux quatre cantons les plus peuplés.

#### Canton de Bécherel
- Conseillers sortants : Pierre Lemoine (Républicain de gauche), élu depuis 1892 et Jean Dugué (Progressiste), élu depuis 1895 qui ne se représente pas.

|          | Pierre Lemoine *  | Républicain de gauche | 1 331 | 57,17 |  |  |  |
|          | Constant Gendrot  | Républicain de gauche | 1 304 | 56,01 |  |  |  |
|          |                   |                       |       |       |  |  |  |
|          | Auguste Le Guével | Action libérale       | 940   | 40,38 |  |  |  |
|          | François Busnel   | Action libérale       | 939   | 40,34 |  |  |  |
|          |                   |                       |       |       |  |  |  |
| Inscrits | Inscrits          | Inscrits              | 2 855 |       |  |  |  |
| Votants  | Votants           | Votants               | 2 353 | 82,42 |  |  |  |
| Exprimés | Exprimés          | Exprimés              | 2 328 | 98,94 |  |  |  |

*sortant

#### Canton de Plélan-le-Grand
- Conseillers sortants : Jean Richard (Action libérale), élu depuis 1895 et Emmanuel Pinson (Action libérale), élu depuis 1904.

- Edmond Rawle (Conservateur) élu depuis 1889 devient conseiller général en juillet 1904. Lors de la partielle du 9 octobre Emmanuel Pinson (Action libérale) est élu.

|          | Emmanuel Pinson * | Action libérale       | 1 686 | 54,56 |  |  |  |
|          | Jean Richard *    | Action libérale       | 1 620 | 52,43 |  |  |  |
|          |                   |                       |       |       |  |  |  |
|          | Théophile Fleury  | Progressiste          | 1 388 | 44,92 |  |  |  |
|          | Paul Cochet       | Républicain de gauche | 1 342 | 43,43 |  |  |  |
|          |                   |                       |       |       |  |  |  |
| Inscrits | Inscrits          | Inscrits              | 3 874 |       |  |  |  |
| Votants  | Votants           | Votants               | 3 106 | 80,18 |  |  |  |
| Exprimés | Exprimés          | Exprimés              | 3 090 | 99,49 |  |  |  |

*sortant